# Inneres Küstengebirge
Als Inneres Küstengebirge (engl. Inner Coast Ranges) werden die Gebirgszüge entlang der Pazifikküste des US-Bundesstaates Kalifornien bezeichnet, die ein Subsystem des Kalifornischen Küstengebirges darstellen. Sie verlaufen vom Santa Barbara County im Süden bis zu den Klamath Mountains im Norden, unweit der Grenze zu Oregon.
Der Begriff Inner ist eine Referenz auf die große Entfernung des Gebirgszuges, der sich weiter im Osten und damit weiter im Landesinneren befindet, im Gegensatz zum Äußeren Küstengebirge (engl. Outer Coast Ranges), dem weiteren Subsystem des Kalifornischen Küstengebirges, das sich näher der Pazifikküste befindet.

## Lage und Bezeichnungen
Wie das Kalifornische Küstengebirge durch die Bucht von San Francisco in die Nördliches Küstengebirge (engl. Northern Coast Ranges) und die Südliches Küstengebirge (engl. Southern Coast Ranges) geteilt wird, gibt es demzufolge auch eine Aufteilung der Inneren Küstengebirges in Nördliches Inneres Küstengebirge (engl. Northern Inner Coast Ranges) und Südliches Inneres Küstengebirge (engl. Southern Inner Coast Ranges). Während das Nördliche Innere Küstengebirge die östliche und landeinwärts befindende Sektion des Nördlichen Küstengebirges bildet, das sich in etwa vom North Bay, dem nördlichen Abschnitt der San Francisco Bay Area, bis zu den Klamath Mountains erstreckt, bildet das Südliche Innere Küstengebirge die östliche und landeinwärts befindende Sektion des Südlichen Küstengebirges. Dieses verläuft etwa vom East Bay, dem östlichen Abschnitt der San Francisco Bay Area, über den Norden, das Zentrum und den Süden von Kalifornien, bis ins Santa Barbara County.
Das Nördliche Innere Küstengebirge schließt folgende Gebirgsketten ein:
- Mayacamas Mountains, diese bilden auch die östliche Flanke zum Kalifornischen Längstal
- Sonoma Mountains
- Vaca Mountains

Das Südliche Innere Küstengebirge schließt folgende Gebirgsketten ein:
- Diablo Range
- Gabilan Range
- Sierra Madre Mountains
- Temblor Range

## Ökologie
Die Ökosysteme bzw. Vegetationstypen im Inneren Küstengebirge sind die Kalifornische Eichensavanne (engl. California Oak Woodland), Chaparral, Eichensavanne (engl. Oak savanna) und Grasland (engl. Grassland). Zu den hier dominanten Eichenarten zählen unter anderem die Kalifornische Lebenseiche, die Blau-Eiche und die Kalifornische Schwarzeiche.
Die Flora des Nördlichen Inneren Küstengebirges wurde schon früh von Willis Linn Jepson beschrieben, der auch einer der Ersten war, der die Flora an der kalifornischen Pazifikküste beschrieb. Er vermerkte auch die Präsenz der Gelb-Kiefer und der Zucker-Kiefer; weiters tritt Quercus chrysolepis in großer Zahl auf.
Die Flora des Südlichen Inneren Küstengebirges beinhaltet unter anderem:
- Quercus × alvordiana, ein Eichen-Hybrid, der vor allem zwischen dem Carmel Valley und den Tehachapi Mountains vorkommt
- Coulter-Kiefer
- Weiß-Kiefer